# The Providence Journal
The Providence Journal è un quotidiano statunitense attivo nella zona di Providence nella contea omonima, nello Stato federato di Rhode Island.